# Paul Kortwich
Paul Kortwich Glagow o también conocido por su nombre castellanizado Pablo Kortwich (Berlín, Confederación Germánica, 29 de enero de 1865 - Contulmo, 9 de septiembre de 1935) fue un político, colono del sur y filántropo chileno-alemán. 

## Biografía
Nacido en Berlín, Alemania, el 29 de enero de 1865, hijo de Johann Friedrich August Kortwich y Wilhelmine Caroline Glagow, contrajo matrimonio con Elena Tzchabran, con quien tuvo dos hijas. Llegó como colono fundador del poblado de "San Luis de Contulmo" en 1884 junto a otras familias de origen alemán, en su mayoría berlinesas, dirigidas por el pastor luterano, Oskar von Barchwitz-Krauser. Con el paso de los años, Kortwich logró un liderazgo al interior de la colonia que finalmente se vio reflejado con su elección como el primer alcalde de la recién creada comuna de Contulmo, cuyo cargo lo ejerció durante 17 años consecutivos hasta el día de su muerte, a la edad de 70 años. Para acceder al cargo público, Kortwich fue nacionalizado chileno mediante Decreto Presidencial. Fue sepultado en el Cementerio General de la comuna.

## Obra
Dentro de sus obras se destaca la donación personal de un predio para la creación de un parque que fue bautizado como Parque Santa Elena, en honor a su esposa, y el terreno para el funcionamiento de la primera Escuela Agrícola, que con el tiempo fue trasladada a la ciudad de Los Ángeles bajo el nombre de "El Huertón", y en cuyas dependencias en la actualidad funciona la Escuela de Cultura Artística San Luis de Contulmo. Al fallecer su casa fue vendida y se conserva como parte de la arquitectura patrimonial de la comuna.  
En 1950 fue inaugurado en la Plaza de Armas de Contulmo un busto en homenaje a su persona.